# 拉尔夫·威尔逊
拉尔夫·查尔斯·威尔逊（英語：Ralph Charles Wilson，1880年6月24日—？），美国男子竞技体操运动员。他曾获得1904年夏季奥运会体操比赛男子棍棒操项目铜牌。他在1920年至1930年间去世。